# Глазовский район
Глазовский район (удм. Глаз ёрос) — административно-территориальная единица и упразднённое муниципальное образование (муниципальный район) в Удмуртской Республике Российской Федерации.
Располагается в северной части республики. Район образован 15 июня 1929 года.
Административный центр — город Глазов (в состав района не входит).
Законом Удмуртской Республики от 29.04.2011 № 38-РЗ район и входившие в его состав сельские поселения к 22 мая 2021 года преобразованы в муниципальный округ (слово район в официальном названии сохранено).

## География
Район расположен в северной части республики вокруг города Глазов и граничит с Кировской областью на севере, Балезинским районом на востоке, Красногорским районом на юге и Ярским и Юкаменским районами на западе. По центру района с востока на запад протекает река Чепца — крупнейшая река севера Удмуртии. Северная часть района расположена на Верхнекамской возвышенности, а южная — на Красногорской возвышенности. В основном территория района — всхолмлённая равнина. По территории района, помимо Чепцы, протекают её притоки — Пызеп, Убыть, Сепыч, Варыж.
Площадь района — 2159,7 км². Лесистость района 42,5 %, при средней по Удмуртии — 46,8 %.

## История
Предыстория
В IX—XIV веках территорию среднего течения Чепцы занимала Чепецкая археологическая культура, крупнейший памятник которой — Солдырское I городище (Иднакар) — располагается в нескольких километрах от Глазова. В XIII веке данная культура пришла в упадок, возможно, в результате разгрома татаро-монголами Волжской Булгарии в 1236 году. Некоторое время данные территории фактически пустовали, после чего, с конца XVI века, стали заселяться удмуртами, а также бесермянами и каринскими татарами. Все эти народы расселялись со Средней Вятки и низовьев Чепцы. Дозорной книгой 1615 года зафиксированы первые поселения на территории будущего Глазовского района (погосты на Красной Слудке и на городище Солдырском, деревня Богатырская и др.), переписью 1678 года впервые упоминается деревня Глазова, которая после постройки храма стала селом. В 1775 году Екатерина II приступила к реформе местного управления. Была создана система наместничеств, подчинённых генерал-губернаторам. Указом Сената от 11 сентября 1780 года «Об учреждении Вятского наместничества из 13 уездов» был образован Глазовский уезд. Одновременно село Глазово было переименовано в город Глазов и стало центром уезда.
История района
Район был образован 15 июля 1929 года из 22 сельсоветов Глазовской, Ежевской, Понинской, Пудемской и Ягошурской волостей Глазовского уезда. 2 января 1950 года город Глазов получил статус города республиканского (АССР) подчинения. В 1956 году в связи с упразднением Понинского и Пудемского районов в состав Глазовского района переданы часть их сельсоветов. В 1962 году на основе района был сформирован Глазовский сельский район, в состав которого помимо сельсоветов Глазовского района вошли сельсоветы Красногорского, Юкаменского и Ярского районов. В 1965 году ранее упразднённые районы восстановлены и сельский район преобразован в Глазовский район.
В результате муниципальной реформы с 1 января 2006 года наделён статусом муниципального района.

## Население
| 1939    | 1959    | 1970    | 1979    | 1989    | 2002    | 2009    | 2010    | 2011    |
| ------- | ------- | ------- | ------- | ------- | ------- | ------- | ------- | ------- |
| 41 285  | ↘34 813 | ↘28 216 | ↘23 346 | ↘19 161 | ↘18 792 | ↘18 471 | ↘17 132 | ↗17 146 |
| 2012    | 2013    | 2014    | 2015    | 2016    | 2017    | 2018    | 2019    | 2020    |
| ↗17 478 | ↗17 635 | ↘17 604 | ↘17 134 | ↘16 828 | ↘16 362 | ↘15 917 | ↘15 545 | ↘15 213 |
| 2021    |         |         |         |         |         |         |         |         |
| ↗15 775 |         |         |         |         |         |         |         |         |

Между переписями 2002 и 2010 годов население района сократилось на 9,69 %. Средняя плотность населения — 7,93 чел/км². Район занимает 15-е место по численности населения и 22-е место по плотности среди муниципальных районов Удмуртии. На 1 января 2013 года, из 123 населённых пункта района 6 не имели постоянного населения.
В 2011 году рождаемость составила 16,7 ‰, смертность — 18,1 ‰, естественная убыль населения — 1,4 ‰, при приросте в среднем по Удмуртии — 1,0 ‰. В 2011 году миграционный прирост населения (разница между числом выбывших и прибывших на территорию района) составил 357 человек.

### Национальный состав
По результатам переписи 2020 года (из числа указавших национальность), удмурты составляли 55,7 %, русские — 40,3 %, татары — 2,4 %, другие национальности — 1,6 %. Глазовский район один из 12 сельских районов республики, где удмурты составляют большинство.

## Административное деление
В Глазовский район как административно-территориальную единицу входят 16 сельсоветов. Сельсоветы (сельские администрации) как правило одноимённы образованным в их границах сельским поселениям (помимо упомянутых, это также Дондыкарский, Золотаревский, Кочишевский, Люмский, Чуринский сельсоветы).
В муниципальный район входили 11 муниципальных образований со статусом сельских поселений .
| №  | Бывшее сельское поселение | Административный центр    | Количество населённых пунктов | Население | Площадь, км2 |
| -- | ------------------------- | ------------------------- | ----------------------------- | --------- | ------------ |
| 1  | Адамское                  | посёлок Дом отдыха Чепца  | 7                             | ↘1656     | 68,40        |
| 2  | Верхнебогатырское         | деревня Верхняя Богатырка | 18                            | ↘1482     | 608,40       |
| 3  | Гулёковское               | деревня Гулёково          | 11                            | ↘1096     | 151,62       |
| 4  | Качкашурское              | деревня Качкашур          | 9                             | ↗1227     | 82,62        |
| 5  | Кожильское                | деревня Кожиль            | 14                            | ↘2046     | 177,65       |
| 6  | Куреговское               | деревня Курегово          | 9                             | ↘736      | 149,43       |
| 7  | Октябрьское               | село Октябрьский          | 10                            | ↘1650     | 91,09        |
| 8  | Парзинское                | село Парзи                | 9                             | ↘774      | 90,58        |
| 9  | Понинское                 | село Понино               | 19                            | ↘1942     | 549,08       |
| 10 | Ураковское                | деревня Ураково           | 10                            | ↘990      | 143,61       |
| 11 | Штанигуртское             | деревня Штанигурт         | 7                             | ↗1614     | 47,23        |

## Населённые пункты
В Глазовский район входят 123 населённых пункта.
| №   | Населённый пункт       | Тип              | Население | Бывшее сельское поселение |
| --- | ---------------------- | ---------------- | --------- | ------------------------- |
| 1   | Абагурт                | деревня          | ↘19       | Парзинское                |
| 2   | Адам                   | деревня          | ↗986      | Адамское                  |
| 3   | Азамай                 | деревня          | ↗55       | Штанигуртское             |
| 4   | Алексеевский           | выселок          | ↗24       | Гулёковское               |
| 5   | Артёнки                | деревня          | ↘2        | Понинское                 |
| 6   | Бабино                 | деревня          | ↗60       | Гулёковское               |
| 7   | Бадзымшур              | деревня          | ↘12       | Понинское                 |
| 8   | Берёзовый              | хутор            | ↗34       | Штанигуртское             |
| 9   | Большой Лудошур        | деревня          | ↘57       | Качкашурское              |
| 10  | Васильево              | деревня          | →0        | Ураковское                |
| 11  | Верхний Сепыч          | деревня          | ↘25       | Ураковское                |
| 12  | Верхняя Богатырка      | деревня          | ↗174      | Верхнебогатырское         |
| 13  | Верхняя Слудка         | деревня          | ↗310      | Верхнебогатырское         |
| 14  | Верхняя Убыть          | деревня          | ↗48       | Кожильское                |
| 15  | Весьякар               | деревня          | →1        | Адамское                  |
| 16  | Выльгурт               | деревня          | ↘21       | Верхнебогатырское         |
| 17  | Главатских             | деревня          | →11       | Парзинское                |
| 18  | Гордъяр                | деревня          | →17       | Верхнебогатырское         |
| 19  | Горлица                | хутор            | ↘4        | Гулёковское               |
| 20  | Гулёково               | деревня          | ↗393      | Гулёковское               |
| 21  | Дзякино                | село             | ↘702      | Кожильское                |
| 22  | Долгоево               | деревня          | ↗4        | Куреговское               |
| 23  | Дом отдыха Чепца       | посёлок          | ↗763      | Адамское                  |
| 24  | Дома 1143 км           | населённый пункт | ↗73       | Кожильское                |
| 25  | Дома 1147 км           | населённый пункт | ↗1        | Кожильское                |
| 26  | Дома 1168 км           | населённый пункт | ↘5        | Качкашурское              |
| 27  | Дома 1169 км           | населённый пункт | ↗28       | Качкашурское              |
| 28  | Дома 1173 км           | населённый пункт | ↘5        | Качкашурское              |
| 29  | Дома 1177 км           | населённый пункт | →4        | Октябрьское               |
| 30  | Дома 1181 км           | населённый пункт | →0        | Октябрьское               |
| 31  | Дома 1182 км           | населённый пункт | →3        | Октябрьское               |
| 32  | Дондыкар               | деревня          | ↘249      | Верхнебогатырское         |
| 33  | Ескино                 | деревня          | →24       | Понинское                 |
| 34  | Заболотное             | деревня          | ↘31       | Адамское                  |
| 35  | Заризь                 | деревня          | ↘17       | Верхнебогатырское         |
| 36  | Золотарёво             | деревня          | ↗376      | Понинское                 |
| 37  | Зотово                 | деревня          | ↗13       | Понинское                 |
| 38  | Иваново                | деревня          | ↘19       | Гулёковское               |
| 39  | Извиль                 | деревня          | ↘5        | Кожильское                |
| 40  | Изошур                 | деревня          | ↘33       | Понинское                 |
| 41  | Кабаково               | деревня          | ↘74       | Куреговское               |
| 42  | Карасево               | деревня          | ↘58       | Кожильское                |
| 43  | Качкашур               | деревня          | ↗935      | Качкашурское              |
| 44  | Кельдыково             | деревня          | ↗36       | Адамское                  |
| 45  | Кляпово                | деревня          | ↘17       | Понинское                 |
| 46  | Кожиль                 | деревня          | ↘858      | Кожильское                |
| 47  | Кожиль                 | станция          | →10       | Кожильское                |
| 48  | Колевай                | деревня          | ↗131      | Штанигуртское             |
| 49  | Коротаево              | деревня          | ↘213      | Куреговское               |
| 50  | Коротай                | деревня          | ↗13       | Гулёковское               |
| 51  | Кортышево              | деревня          | →5        | Куреговское               |
| 52  | Коршевихино            | деревня          | →13       | Понинское                 |
| 53  | Коршуново              | деревня          | ↘11       | Понинское                 |
| 54  | Котнырево              | деревня          | ↗12       | Октябрьское               |
| 55  | Кочишево               | деревня          | ↗408      | Ураковское                |
| 56  | Курегово               | деревня          | ↗428      | Куреговское               |
| 57  | Кыпка                  | деревня          | ↗66       | Кожильское                |
| 58  | Лекшур                 | деревня          | ↗78       | Качкашурское              |
| 59  | Лумпашур               | деревня          | ↘8        | Ураковское                |
| 60  | Люм                    | село             | ↘418      | Верхнебогатырское         |
| 61  | Ляпино                 | деревня          | ↗4        | Понинское                 |
| 62  | Макшур                 | деревня          | ↗43       | Гулёковское               |
| 63  | Малый Лудошур          | деревня          | ↗186      | Качкашурское              |
| 64  | Митино                 | деревня          | ↘83       | Понинское                 |
| 65  | Мыртыково              | деревня          | ↘13       | Куреговское               |
| 66  | Нижний Колевай         | деревня          | →7        | Верхнебогатырское         |
| 67  | Нижняя Богатырка       | деревня          | ↗77       | Верхнебогатырское         |
| 68  | Нижняя Кузьма          | деревня          | ↘64       | Кожильское                |
| 69  | Нижняя Слудка          | деревня          | ↘45       | Верхнебогатырское         |
| 70  | Нижняя Убыть           | деревня          | ↗19       | Кожильское                |
| 71  | Новые Парзи            | деревня          | ↗46       | Парзинское                |
| 72  | Озегвай                | деревня          | ↘28       | Парзинское                |
| 73  | Октябрьский            | село             | ↗1271     | Октябрьское               |
| 74  | Омутница               | деревня          | ↘194      | Октябрьское               |
| 75  | Отогурт                | деревня          | ↗209      | Ураковское                |
| 76  | Парзи                  | село             | ↗718      | Парзинское                |
| 77  | Парзинское СПТУ № 7    | деревня          | ↗46       | Парзинское                |
| 78  | Паслоково              | деревня          | ↗28       | Понинское                 |
| 79  | Педоново               | деревня          | ↗88       | Гулёковское               |
| 80  | Печешур                | деревня          | →3        | Верхнебогатырское         |
| 81  | Поздеево               | деревня          | ↘6        | Гулёковское               |
| 82  | Полдарай               | деревня          | ↗90       | Понинское                 |
| 83  | Полом                  | деревня          | ↗34       | Адамское                  |
| 84  | Полынга                | деревня          | ↗68       | Штанигуртское             |
| 85  | Помаяг                 | деревня          | →22       | Понинское                 |
| 86  | Понино                 | село             | ↗1466     | Понинское                 |
| 87  | Порпиево               | деревня          | ↗18       | Штанигуртское             |
| 88  | Портяново              | деревня          | →23       | Верхнебогатырское         |
| 89  | Пудвай                 | деревня          | ↗84       | Понинское                 |
| 90  | Пусошур                | деревня          | ↗311      | Ураковское                |
| 91  | Пышкец                 | деревня          | →37       | Верхнебогатырское         |
| 92  | Разъезд Туктым 1181 км | разъезд          | →0        | Октябрьское               |
| 93  | Разъезд Убыть 1152 км  | разъезд          | ↗1        | Кожильское                |
| 94  | Самки                  | деревня          | ↗114      | Куреговское               |
| 95  | Сёва                   | деревня          | →3        | Понинское                 |
| 96  | Сёва                   | посёлок          | →198      | Понинское                 |
| 97  | Семёновский            | деревня          | ↘45       | Качкашурское              |
| 98  | Сепыч                  | деревня          | ↗31       | Октябрьское               |
| 99  | Сергеевка              | деревня          | ↘28       | Штанигуртское             |
| 100 | Симашур                | деревня          | ↘85       | Верхнебогатырское         |
| 101 | Солдырь                | деревня          | ↗211      | Адамское                  |
| 102 | Сянино                 | деревня          | #Н/Д      | Кожильское                |
| 103 | Тагапи                 | деревня          | →9        | Куреговское               |
| 104 | Татарские Парзи        | деревня          | ↗132      | Ураковское                |
| 105 | Тёк                    | деревня          | →3        | Парзинское                |
| 106 | Трубашур               | деревня          | ↗345      | Октябрьское               |
| 107 | Тукбулатово            | деревня          | ↗122      | Гулёковское               |
| 108 | Удмуртские Ключи       | деревня          | ↗459      | Гулёковское               |
| 109 | Удмуртские Парзи       | деревня          | ↘43       | Ураковское                |
| 110 | Умск                   | деревня          | ↗47       | Качкашурское              |
| 111 | Ураково                | деревня          | ↗153      | Ураковское                |
| 112 | Усть-Пусошур           | деревня          | ↘2        | Ураковское                |
| 113 | Усть-Пышкец            | деревня          | ↘42       | Верхнебогатырское         |
| 114 | Чажайский лесоучасток  | деревня          | →203      | Верхнебогатырское         |
| 115 | Чебершур               | деревня          | ↘4        | Парзинское                |
| 116 | Чиргино                | деревня          | ↘110      | Куреговское               |
| 117 | Чура                   | деревня          | ↗452      | Кожильское                |
| 118 | Шалаши                 | деревня          | →0        | Понинское                 |
| 119 | Штанигурт              | деревня          | ↗1215     | Штанигуртское             |
| 120 | Шудзя                  | деревня          | ↘106      | Верхнебогатырское         |
| 121 | Ягошур                 | деревня          | ↘37       | Парзинское                |
| 122 | Ягул                   | деревня          | ↘20       | Верхнебогатырское         |
| 123 | Якшино                 | деревня          | ↗4        | Октябрьское               |

Упразднённые населённые пункты
- 2003 год — деревни Сороково, Верхняя Кузьма, Верхний Колевай и Дома 1179 км[46]
- 2004 год — деревни Тураево и Тяпык[47].

## Местное самоуправление
Государственная власть в районе осуществляется на основании Устава, структуру органов местного самоуправления муниципального района составляют:
Районная Дума — представительный орган местного самоуправления, в составе 19 депутатов, избирается каждые 5 лет.
Главы муниципального образования 
- Юрий Николаевич Дягелев
- Сергей Леонидович Буров[50]

Администрация муниципального образования — исполнительно-распорядительный орган муниципального района.
Главы Администрации района
- Илья Иванович Першин
- Вячеслав Всеволодович Сабреков
- Аверкиева Галина Анатольевна[50]

Символика района
Официальными символами муниципального района являются герб и флаг, отражающие исторические, культурные, национальные и иные местные традиции и особенности.
Бюджет района
Исполнение консолидированного бюджета района за 2009 год:
- Доходы — 349,0 миллионов рублей, в том числе собственные доходы — 28,5 миллионов рублей (8,2 % доходов).
- Расходы — 347,7 миллионов рублей. Основные статьи расходов: ЖКХ — 36,0 миллионов рублей, образование — 172,7 миллионов рублей, культура — 11,7 миллионов рублей, здравоохранение — 24,9 миллионов рублей, социальная политика — 32,3 миллионов рублей.

## Социальная инфраструктура
Система образования района включает 22 школы, в том числе: 14 средних и школу-интернат в селе Понино, спортивную школу (ДЮСШ) и детский дом творчества. Медицинскую помощь населению оказывают 4 участковые больницы, 2 амбулатории, 33 фельдшерско-акушерских пункта, «Комплексный центр социального обслуживания населения». Также в районе действуют районный дом культуры, 30 сельских клубов и клубных учреждения, районная библиотека и 21 её филиал, школа искусств и музей (историко-краеведческий комплекс).

## Экономика
Сельское хозяйство
На территории Глазовского района действуют 17 сельскохозяйственных предприятий и 96 фермерских хозяйств, основным направлением сельского хозяйства является мясомолочное животноводство.
Промышленность
- Торфопредприятие «Дзякино» — филиал ОАО «Удмуртторф»